# آتيلا إيلخان
آتيلا إيلخان (بالتركية: Attilâ İlhan)‏‏ (15 يونيو 1925 - 11 أكتوبر 2005 في إسطنبول)؛ كاتب سيناريو، وشاعر، وكاتب، وصحفي، وروائي من تركيا.

## الجوائز
- جائزة فنان الدولة  [لغات أخرى]‏

## روابط خارجية
- آتيلا إيلخان على موقع IMDb (الإنجليزية)
- آتيلا إيلخان على موقع الموسوعة البريطانية (الإنجليزية)
- آتيلا إيلخان على موقع ألو سيني (الفرنسية)
- آتيلا إيلخان على موقع ميوزك برينز (الإنجليزية)
- آتيلا إيلخان على موقع ديسكوغز (الإنجليزية)
- آتيلا إيلخان على موقع قاعدة بيانات الفيلم (الإنجليزية)
- آتيلا إيلخان على موقع كينوبويسك (الروسية)